# Behandlungsplatz

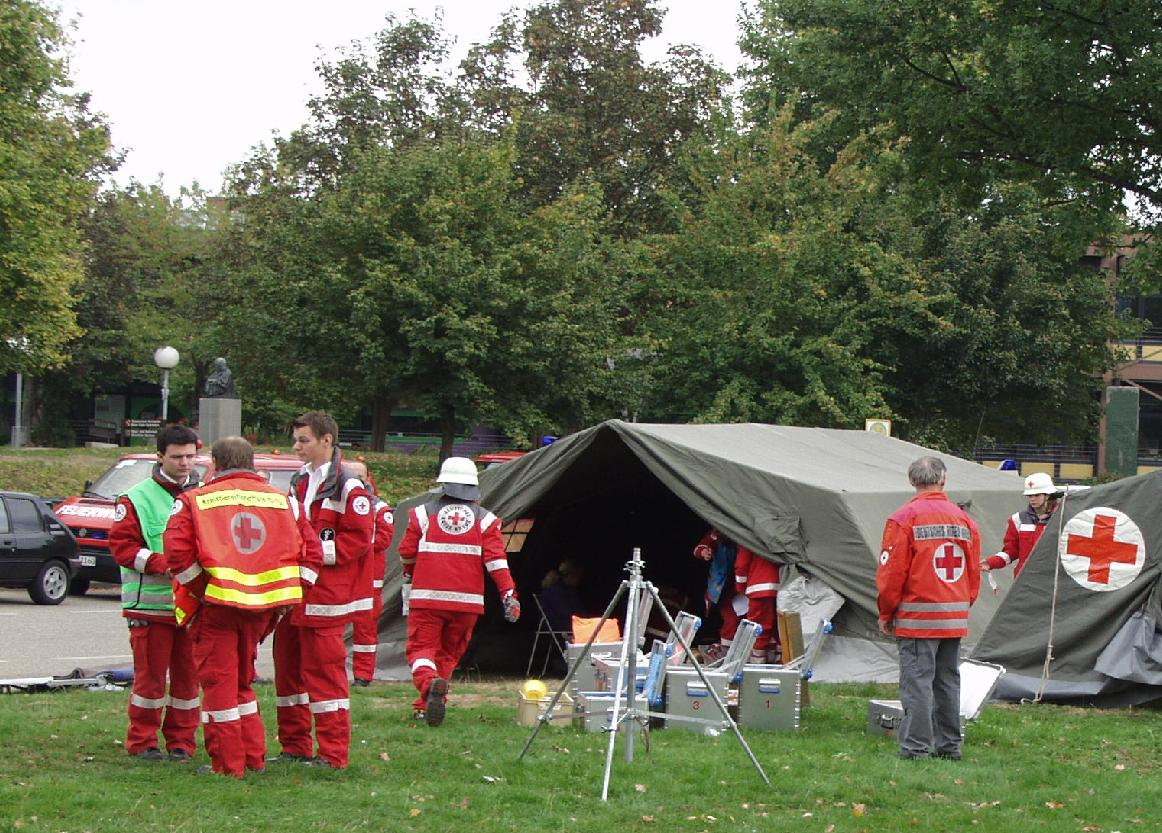
Behandlungsplatz während einer Übung in Kirchzarten

Ein Behandlungsplatz (Abkürzung BHP) ist eine Einrichtung mit einer vorgegebenen Struktur, an der Verletzte und/oder Erkrankte nach Sichtung notfallmedizinisch versorgt werden. Von dort erfolgt ggf. der Transport in weiterführende medizinische Versorgungseinrichtungen.
Die Bezeichnung Behandlungsplatz ist in der DIN 13050 definiert. Andere Namen für den Behandlungsplatz waren Verbandplatz (abgelöste Bezeichnung) und Feldlazarett (nicht mehr gebräuchlich). In Österreich und der Schweiz spricht man von einer Sanitätshilfsstelle (SanHiSt).
Ein Behandlungsplatz wird immer dann benötigt, wenn vor Ort weitere medizinische Maßnahmen notwendig sind, um die Transportstabilität von Patienten herzustellen, aber nicht ausreichend Rettungsmittel zur Verfügung stehen (Massenanfall von Verletzten, Katastrophen). Auch wird durch einen Behandlungsplatz in unübersichtlichen Lagen mit mehreren Patientenablagen koordinierte Behandlung und Transport von Patienten ermöglicht.
Ein Behandlungsplatz kann auch vorsorglich im Rahmen von Sanitätswachdiensten bei Veranstaltungen aufgebaut werden.
Am Behandlungsplatz sind Sanitäter verschiedener Qualifikationsstufen, Rettungsfachpersonal (z. B. Notfallsanitäter, Rettungsassistenten und Rettungssanitäter) sowie Notärzte tätig, außerdem Helfer zur Registrierung, für Tragehilfe, Technik (z. B. Beleuchtung), Logistik oder für die Versorgung und Betreuung der eingesetzten Helfer. Der Betreuungsdienst übernimmt am Behandlungsplatz die unverletzten/nicht erkrankten Betroffenen und führt sie den eigenen Einrichtungen zu (die zwar im Einzelfall in örtlicher Nähe sein können, aber strenggenommen nicht mehr dem Behandlungsplatz zugerechnet werden). Für die psychosoziale Akuthilfe von Patienten und anderen Betroffenen sind auf dem Behandlungsplatz regelmäßig speziell ausgebildete Einsatzkräfte (Notfallseelsorge/Krisenintervention) im Einsatz. Diese bilden unter Umständen einen eigenen Einsatzabschnitt „Psychosoziale Notfallversorgung“. Für Angehörige werden gegebenenfalls entsprechende Sammelstellen eingerichtet.

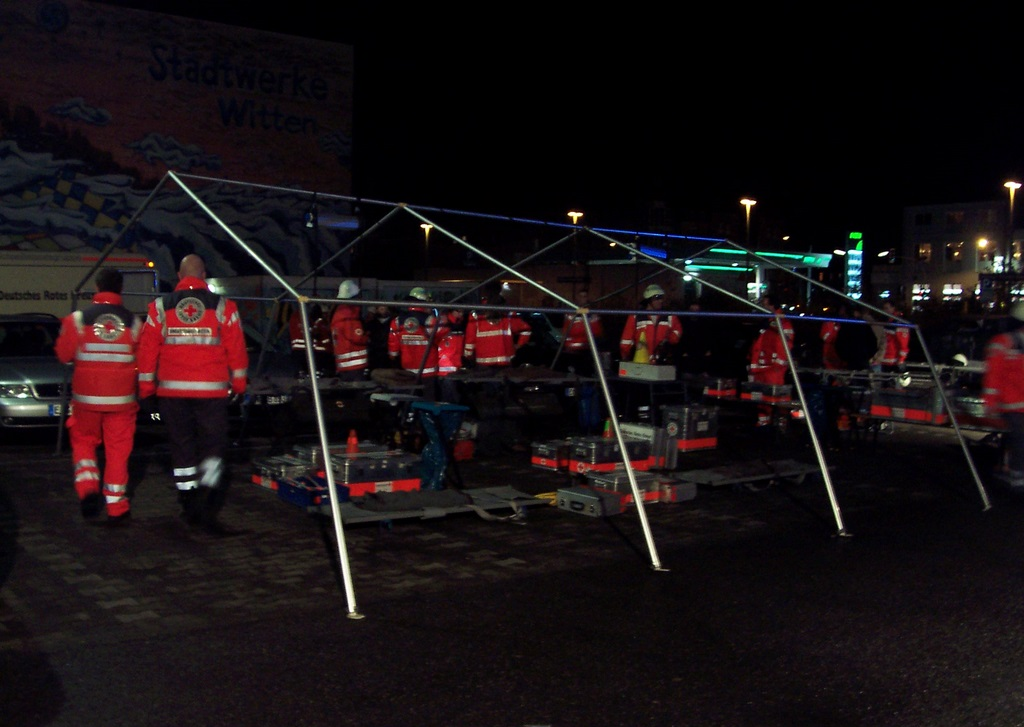
Versorgungszelt (noch ohne Zelthaut) eines BHP25

Als Behandlungsplatz werden vorzugsweise feste Gebäude oder Sanitätszelte bzw. Container verwendet. Im Ausnahmefall ist auch die Errichtung eines Behandlungsplatzes unter freiem Himmel ohne Witterungsschutz machbar. Der Behandlungsplatz sollte so nah wie möglich am Schadensgebiet stehen, aber nicht selbst einer Gefährdung ausgesetzt werden. Bei der Standortwahl ist die Nähe zum Einsatzort, die mögliche Gefährdung durch plötzliche Lageänderungen, die Erreichbarkeit mit regulären straßengebundenen Rettungsmitteln, Nähe zu geeigneten Landeplätzen für Luftrettungsmitteln und die Eignung des Geländes sowie eventuell vorhandene Infrastruktur (z. B. Strom- und Wasserversorgung) abzuwägen.
Einsatztaktisch wird der Behandlungsplatz meist von einem eigenen Einsatzabschnittsführer, Abschnittsleiter bzw. „Leiter Behandlungsplatz“ koordiniert. Die Kapazität eines Behandlungsplatzes ist je nach Lage unterschiedlich, übliche Größen sind für 25 Patienten oder 50-100 Patienten (pro Zeiteinheit, meist Stunde) geeignet. Man spricht dann von einem BHP25, BHP50 etc.
In Deutschland hat die „Arbeitsgemeinschaft der Leiter der Berufsfeuerwehren in Nordrhein-Westfalen“ (AGBF-NRW) detaillierte Mindeststandards für einen Behandlungsplatz, dessen Gliederung und die Ausstattung mit Personal festgeschrieben. Dieses Konzept hat sich im Zuge der Vorbereitungen der Fußball-Weltmeisterschaft 2006 in Deutschland verbreitet, auch wenn es in einzelnen Bundesländern meist leicht abgeändert wurde, kann es als Quasi-Standard angesehen werden. Demnach wird ein BHP50 (Behandlungsplatz für 50 Betroffene pro Stunde) von etwa 135 Einsatzkräften aufgebaut und betrieben, der Raumbedarf liegt bei etwa 1500 Quadratmeter (30 m × 50 m). 

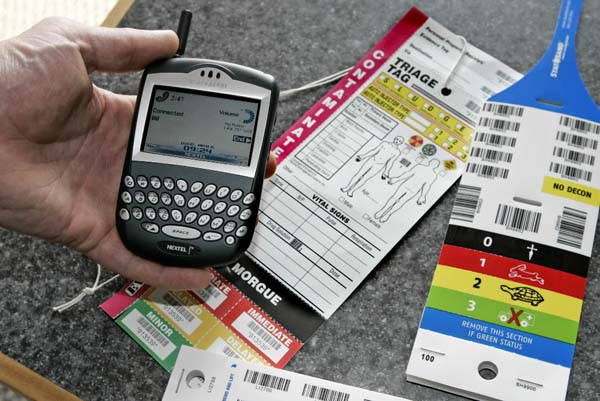
Verletztenanhängekarte und Transportprioritätsanhänger (aus den Niederlanden)

## Zivile Behandlungsplätze
Ein Behandlungsplatz gliedert sich in die Bereiche:
- Sichtung bzw. Triage,
- Behandlung,
- Transport,
- bei Bedarf außerdem: Dekontamination (je nach Konzept mit spezieller Sichtung).

Je nach Notwendigkeit können noch weitere Bereiche hinzukommen, zum Beispiel:
- Infektionsbereich,
- Totenablage.

### Patientenablage

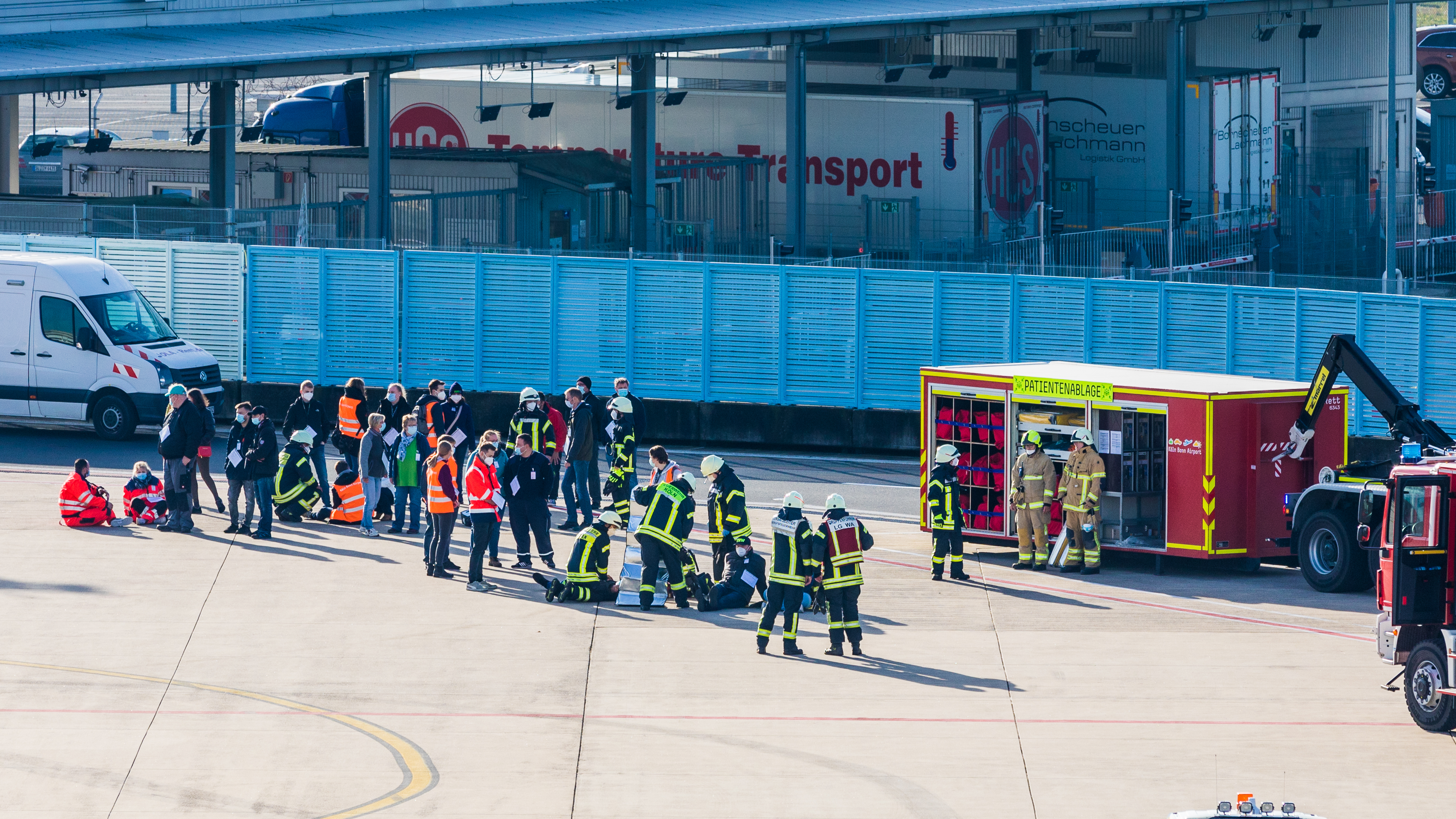
Patientenablage mit Abrollcontainer der Flughafenfeuerwehr im Rahmen einer Notfallübung auf dem Flughafen Köln/Bonn

Die Patientenablage (Schweiz: Patientensammelstelle) gehört nicht zum Behandlungsplatz, sondern ist diesem vorgelagert und mehr oder weniger organisierter Ausgangspunkt der Patienten, die dann dem Behandlungsplatz zugeführt werden.
Sie ist eine Stelle am Rande des Schadensgebietes, an der Verletzte oder Erkrankte gesammelt und möglichst erstversorgt werden. Hier stehen vor allem Lebensrettende Sofortmaßnahmen im Vordergrund. Von der Patientenablage erfolgt der Transport in den Behandlungsplatz.
Bei ausreichender Kapazität von Rettungsmitteln und Klinikplätzen kann direkt ein Abtransport in die Krankenhäuser erfolgen, ein Behandlungsplatz ist dann nicht in vollem Umfang notwendig (ggf. dann nur für die „übrigen“ Patienten, z. B. Leichtverletzte).
Ein unmittelbarer Transport von der Patientenablage in ein (nahegelegenes) Krankenhaus ist zudem immer dann dringend zu erwägen, wenn der Patientenzustand lebensbedrohlich ist, diese Lebensgefahr aber nicht mit den Möglichkeiten vor Ort abgewendet werden kann. Dies ist zum Beispiel bei bedrohlichen inneren Blutungen anzunehmen.

### Sichtungsbereich
Der Sichtungsbereich bildet den Eingang zum Behandlungsplatz. Hier werden aus dem Schadensgebiet antransportierte Verletzte/Erkrankte kurz untersucht. Unverletzte werden dem Betreuungsdienst übergeben, Verletzte/Erkrankte je nach Schweregrad in verschiedene Sichtungskategorien eingeteilt (Triage) und den Behandlungsteams im Behandlungsbereich zugeordnet.
Üblicherweise wird jedem Patienten spätestens hier eine Verletztenanhängekarte zugeteilt, die fortan der Erfassung (z. B. mit einem Nummernsystem) und der Dokumentation der durchgeführten bzw. angeordneten medizinischen Maßnahmen sowie der Erfassung der Personalien (Registrierung) dient.
Sind die Patienten durch Gefahrstoffe kontaminiert, sollte vor dem Sichtungsbereich noch eine Dekontamination durchgeführt werden (gegebenenfalls mit eigener Schnell-Sichtung).

### Behandlungsbereich
Hier werden zum einen alle notwendigen medizinischen Maßnahmen durchgeführt, um die Transportstabilität des Patienten herzustellen. Eine weitere wesentliche Funktion ist die überbrückende Behandlung, Betreuung und behelfsmäßige Unterbringung schwer, aber nicht lebensbedrohlich geschädigter Patienten bis zu deren Abtransport.
Der Behandlungsbereich wird je nach Erfordernis aufgeteilt in Schwer- und Leichtverletztenversorgung oder sogar weiter detailliert nach der Einstufung in die Sichtungskategorien I – IV (Römisch 1-4). Dies erleichtert die Übersicht und die sinnvolle Zuteilung der Ressourcen (höher qualifiziertes Personal und spezielles Material können bei den schwerer Verletzten gebündelt werden). Je nach Größe des Behandlungsplatzes sind hier weitere Führungsebenen notwendig.

### Transport
Der Transport erfolgt mit einem geeigneten Rettungsmittel in ein geeignetes Krankenhaus. Hierbei ist eine fachkundige Koordination der Fahrzeuge notwendig, damit sie sich nicht selbst blockieren. Üblicherweise werden die Rettungsmittel an einem Rettungsmittelhalteplatz bereitgestellt und dort durch eine Führungskraft und Helfer koordiniert. So werden nur die jeweils benötigten Fahrzeuge zum Behandlungsplatz entsandt und es ergibt sich eine räumliche Entzerrung. Spätestens beim Abtransport müssen auch die Namen und Daten der Patienten mit dem zugeordneten Zielkrankenhaus erfasst werden (Registrierung), damit über ihren Verbleib Auskunft gegeben werden kann. Im besten Fall gibt es sowohl eine Eingangs- als auch Ausgangsregistratur, sodass keine betroffene Person übersehen wird und der Einsatzleiter zu jedem Zeitpunkt einen guten Überblick hat.

## Militärische Behandlungsplätze in Deutschland
Der Sanitätsdienst der Bundeswehr umfasst die sanitätsdienstliche Versorgung in der Bundeswehr und wird seit Oktober 2000 organisatorisch von dem Zentralen Sanitätsdienst der Bundeswehr (Abk.: ZSanDstBw) wahrgenommen. Das Kommando Sanitätsdienst der Bundeswehr (KdoSanDstBw) ist dabei die dem Bundesministerium der Verteidigung unmittelbar nachgeordnete höhere Kommandobehörde.
Im militärischen Bereich sind die Behandlungsplätze, die durch den Militärischen Sanitätsdienst betrieben werden, gestaffelt. Die Erstversorgung erfolgt durch die Selbst- und Kameradenhilfe und Einsatzersthelfer. Der Verletzte wird in einem Verwundetennest notversorgt und schnellstmöglich dem der Kompanie unterstellten San-Trupp des Bataillons-SanZuges oder einem Beweglichen Arzttrupp übergeben.
Der Truppenverbandplatz kurz TVP, der durch Teile des Sanitätszugs einer Stabs- und Versorgungskompanie eines Verbandes unmittelbar in der Gefechtszone betrieben wird, konzentriert sich dabei auf die dringendste medizinische Versorgung und führt seine Patienten dem weiter hinten liegenden Hauptverbandplatz kurz HVP zu, der durch die Brigade-Sanitätskompanie betrieben wird und eine weitere Behandlung vornimmt. In den Auslandseinsätzen wird der jeweilige Hauptverbandplatz personell und materiell aufgestockt und als Rettungszentrum (RZ) betrieben (siehe dazu auch Dornier Transportables Hospital). Rettungszentrum und Hauptverbandplatz verfügen nicht über Rehabilitationsbetten zur Wiederherstellung verletzter oder erkrankter Soldaten. Die Rehabilitation wird üblicherweise außerhalb des Einsatzgebietes durchgeführt.
Auf der Divisionsebene waren diesen die Division-Sanitätsregimenter und ein mobilmachungsabhängiges Lazarettregiment nachgeordnet, von denen das Feldlazarett betrieben wurde. Heute werden schwerverletzte oder erkrankte Soldaten nach einer Stabilisierung in einer dem Schadensgebiet naheliegenden Behandlungseinrichtung vor Ort, zügig einer Klinik in der Heimat (Militärkrankenhaus) zugeführt, notfalls auch per Lufttransport mit MEDEVAC.